# Tiaropsis gordoni
Tiaropsis gordoni är en nässeldjursart som beskrevs av Bouillon och Euphemia Cowan Barnett 1999. Tiaropsis gordoni ingår i släktet Tiaropsis och familjen Tiarannidae. Inga underarter finns listade i Catalogue of Life.